# Maonan (langue)
Cet article concerne la langue maonan. Pour le peuple maonan, voir Maonan.
Le maonan, en chinois 毛南 Máonán, est une langue tai kadai parlée dans la province du Guangxi en Chine. Ses locuteurs font partie de la nationalité maonan.

## Répartition géographique
Le maonan est parlé dans le xian autonome maonan de Huanjiang ainsi que sur le territoire de la ville de Yizhou, dans le xian de Nandan et dans le xian autonome yao de Du'an, tous rattachés à la ville-préfecture de Hechi.

## Classification interne
Le maonan fait partie du groupe des langues kam-sui, un des sous-groupes de la famille tai-kadai.

## Phonologie
Les tableaux présentent les phonèmes du maonan parlé dans le village de Xianan (下南), situé dans le xian autonome maonan de Huanjiang.

### Voyelles
Les voyelles sont :
|         | Antérieure  | Centrale | Postérieure |
| ------- | ----------- | -------- | ----------- |
| Fermée  | i [i]       |          | ɯ [ɯ] u [u] |
| Moyenne | e [e]       | ə [ə]    | o [o]       |
| Ouverte | ɛ [ɛ] a [a] |          | ɔ [ɔ]       |

### Consonnes
les consonnes sont :
|               |                 | Bilabiales | Alvéolaires | Alvéolaires | Alv.-p.   | Dorsales  | Dorsales  | Glottales |
| ------------- | --------------- | ---------- | ----------- | ----------- | --------- | --------- | --------- | --------- |
| Centrales     | Latérales       | Bilabiales | Palatales   | Vélaires    | Alv.-p.   |           |           | Glottales |
| Occlusives    | Sourdes         | p [p]      | t [t]       |             |           | c [c]     | k [k]     | ʔ [ʔ]     |
| Occlusives    | Aspirées        | ph [pʰ]    | th [tʰ]     |             |           | ch [cʰ]   | kh [kʰ]   |           |
| Occlusives    | Palatalisées    | pj [pʲ]    | tj [tʲ]     |             |           |           |           |           |
| Occlusives    | Aspirées        | phj [pʲʰ]  | thj [tʲʰ]   |             |           |           |           |           |
| Occlusives    | Labialisées     |            | tw [tʷ]     |             |           | cw [cʷ]   | kw [kʷ]   |           |
| Occlusives    | Aspirées        |            |             |             |           | chw [cʷʰ] | khw [kʷʰ] |           |
| Occlusives    | Préglottal.     | ʔb [ʔb]    | ʔd [ʔd]     |             |           |           |           |           |
| Occlusives    | Palatalisées    | ʔbj [ʔbʲ]  | ʔdj [ʔdʲ]   |             |           |           |           |           |
| Occlusives    | labialisées     |            | ʔdw [ʔdʷ]   |             |           |           |           |           |
| Occlusives    | Prénasalisées   | mb [m͡b]    | nd [n͡d]     |             |           |           | ŋg [ŋ͡g]   |           |
| Occlusives    | Palatalisées    | mbj [m͡bʲ]  | ndj [n͡dʲ]   |             |           |           |           |           |
| Occlusives    | labialisées     |            |             |             |           |           | ŋgw [ŋ͡gʷ] |           |
| Fricatives    | Sourdes         | f [f]      | s [s]       |             | ɕ [ɕ]     |           |           | h [h]     |
| Fricatives    | Palatalisées    | fj [fʲ]    |             |             |           |           |           |           |
| Fricatives    | Labialisées     |            | sw [sʷ]     |             | ɕw [ɕʷ]   |           |           |           |
| Fricatives    | Sonores         | v [v]      | z [z]       |             |           |           |           | ɦ [ɦ]     |
| Fricatives    | Palatalisées    | vj [vʲ]    | zj [zʲ]     |             |           |           |           |           |
| Fricatives    | Labialisées     |            | zw [zʷ]     |             |           |           |           |           |
| Affriquées    | Sourdes         |            | ts [t͡s]     |             |           |           |           |           |
| Affriquées    | Aspirées        |            | tsh [t͡sʰ]   |             |           |           |           |           |
| Affriquées    | Palatalisées    |            | tsj [t͡sʲ]   |             |           |           |           |           |
| Affriquées    | Aspirées        |            | tshj [t͡sʲʰ] |             |           |           |           |           |
| Affriquées    | Labialisées     |            | tsw [t͡sʷ]   |             |           |           |           |           |
| Affriquées    | Aspirées        |            | tshw [t͡sʷʰ] |             |           |           |           |           |
| Affriquées    | Sonores         |            |             |             | ɲdʑ [ɲ͡d͡ʑ] |           |           |           |
| Liquides      | Sonores         |            |             | l [l]       |           |           |           |           |
| Liquides      | Palatalisées    |            |             | lj [lʲ]     |           |           |           |           |
| Liquides      | labialisées     |            |             | lw [lʷ]     |           |           |           |           |
| Nasales       | Sonores         | m [m]      | n [n]       |             | ɲ [ɲ]     |           | ŋ [ŋ]     |           |
| Nasales       | Préglottalisées | ʔm [ʔm]    | ʔn [ʔn]     |             | ʔɲ [ʔɲ]   |           | ʔŋ [ʔŋ]   |           |
| Nasales       | Palatalisées    | mj [mʲ]    | nj [nʲ]     |             |           |           |           |           |
| Nasales       | Préglottalisées |            | ʔnj [ʔnʲ]   |             |           |           |           |           |
| Nasales       | Labialisées     |            |             |             | ɲw [ɲʷ]   |           | ŋw [ŋʷ]   |           |
| Nasales       | Préglottalisées |            |             |             |           |           | ʔŋw [ʔŋʷ] |           |
| Semi-voyelles | Simples         | w [w]      |             |             |           | j [j]     |           |           |
| Semi-voyelles | Préglottalisées | ʔw [ʔw]    |             |             |           | ʔj [ʔj]   |           |           |
| Semi-voyelles | Labialisées     |            |             |             |           | jw [jʷ]   |           |           |
| Semi-voyelles | Préglottalisées |            |             |             |           | ʔjw [ʔjʷ] |           |           |

### Tons
Le maonan de Xianan est une langue tonale, avec 10 tons. Les tons 7 à 10 n'apparaissent qu'en syllabe fermées, se terminant par les consonnes p, t et k. Parmi ceux-ci, les tons 7 et 8 sont courts, les tons 9 et 10 sont longs.
| Ton | Valeur | Exemple | Traduction             |
| --- | ------ | ------- | ---------------------- |
| 1   | 42     | kha42   | oreille                |
| 2   | 231    | jin231  | égal, régulier         |
| 3   | 553    | ceːn553 | éblouissant, aveuglant |
| 4   | 24     | ceːm24  | seuil de la porte      |
| 5   | 44     | wən44   | bracelet               |
| 6   | 312    | zim312  | chuchoter à l'oreille  |
| 7   | 55     | ɲɔk55   | ordures                |
| 8   | 23     | wɔk23   | mauvaises herbes       |
| 9   | 44     | ɲaːp44  | grossier, rude         |
| 10  | 24     | laːk24  | fils                   |